# Attaques de requins dans le New Jersey en 1916
Les attaques de requins dans le New Jersey en 1916 furent une série d'attaques de requins qui se déroula entre le 1er juillet et le 12 juillet 1916, le long des côtes du New Jersey et qui occasionna la mort de quatre personnes.
Cet événement tragique a profondément marqué la culture populaire américaine et a été l'objet de nombreux documentaires. Ces attaques ont été célèbres pour avoir été les premières à avoir un écho médiatique à travers le pays. Elles ont aussi poussé de nombreux ichtyologues à s'intéresser aux requins et à leurs mœurs, dont on savait peu de choses à l'époque. Cet événement a fortement inspiré Peter Benchley pour l'écriture de son roman Les Dents de la mer.

## Chronologie des attaques

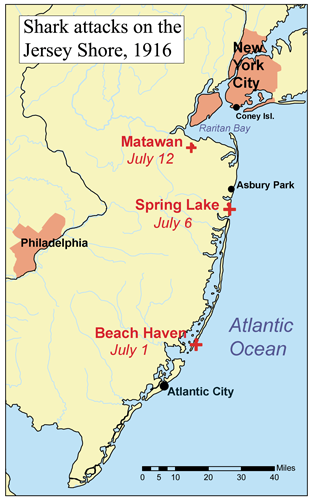
Carte des attaques de requins dans le New Jersey entre le 1 et le 12 juillet 1916

### L'attaque de Beach Haven
Le 1er juillet 1916, à Beach Haven, une localité de Long Beach Island dans le sud de l'État du New Jersey, Charles Vansant, 23 ans, alors en vacances avec sa famille à l'Engleside Hotel, se rend sur la plage avec son chien pour une petite baignade avant le dîner. Il entre dans l'eau, nage une centaine de mètres vers le large puis fait demi-tour pour regagner le rivage. Alors qu'il nage vers la plage, des personnes aperçoivent un aileron qui se rapproche de lui et crient pour le prévenir. Vansant n'entend pas les cris et alors qu'il est à une quinzaine de mètres du rivage, dans un peu plus d'un mètre d'eau, il est attaqué aux jambes par un requin. Un surveillant de plage (par ailleurs, ancien membre l'équipe américaine de natation), Alexander Ott va à son secours et réussit à l'arracher aux mâchoires du squale. Mais la cuisse gauche de Vansant est en lambeaux. Ramené à l'Engleside Hotel, Vansant décède à 18h45 d'une hémorragie, sur le comptoir même de l'hôtel ,.
Néanmoins, cette première attaque ne crée pas un trop gros émoi médiatique, l'actualité du moment étant accaparée par l'épidémie de poliomyélite qui décime New York. De plus, de nombreux journaux restent sceptiques sur le fait qu'un homme puisse être tué par un requin. Le New York Times titre le lendemain du drame : « Mort après l'attaque d'un poisson » ("Dies after attack by fish"). Les plages ne sont pas fermées.

### L'attaque de Spring Lake
Cinq jours plus tard, le 6 juillet, à Spring Lake, à 72 km au nord de Beach Haven, Charles Bruder, 27 ans, groom suisse à l'Essex & Sussex Hotel, profite d'un après-midi libre pour aller se baigner. Alors qu'il est à une centaine de mètres du rivage, il est attaqué par un requin et crie. L'eau se teinte de sang si bien qu'une femme alerte les surveillants de plage en croyant qu'un canoë rouge s'est retourné et flotte juste sous la surface. Deux surveillants, Chris Anderson et George White se dirigent à bord d'un bateau vers la teinte rouge avant de se rendre compte qu'il s'agit de Bruder. Ce dernier est hissé sur le bateau et les sauveteurs sont étonnés de sa légèreté jusqu'à ce qu'ils constatent que Bruder a eu les deux jambes arrachées par le requin. Le jeune homme décède d'une hémorragie durant le trajet qui le ramène sur la plage. Sur la plage, la vue de son corps mutilé crée une panique et de nombreuses femmes s'évanouissent.
Cette seconde attaque connaît une plus grande couverture médiatique. De nombreux journaux ne parlent que du requin, alors que le jour même de la mort de Bruder, vingt-quatre personnes meurent de la poliomyélite à New York. Une panique s'installe et les autorités locales mettent en place des mesures destinées à protéger les baigneurs.

### Les attaques de Matawan Creek
Le 12 juillet 1916, dans la petite crique qui relie l'océan à la ville Matawan, à 48 km au nord de Spring Lake et à 16 km à l'intérieur des terres, deux nouveaux drames se produisent.
Au matin, le capitaine à la retraite Thomas Cottrell voit du pont surplombant la crique de Matawan un requin dont il estime la taille à 8 pieds (2,44 m). Il prévient les autorités locales mais personne ne le croit. Quelques jours avant, un garçon, Rennie Cartan, 14 ans, avait été superficiellement blessé par le contact avec la peau d'un requin, en se baignant à Wyckoff Dock, dans la crique de Matawan, mais cet événement fut ignoré. À 14h00, de nombreux enfants se baignent à Wyckoff Dock. L'un d'entre eux, Albert O'Hara est heurté par un animal. Mais c'est un autre garçon, Lester Stilwell, 11 ans qui est attaqué et emmené au fond de l'eau.
Les autres enfants courent chercher du secours et de nombreuses personnes arrivent sur les lieux du drame. L'une d'entre elles, Stanley Fisher, 24 ans, décide de plonger dans la crique pour essayer de retrouver le corps de Lester Stilwell. Alors qu'il est sous l'eau, il est attaqué par un requin qui mutile en grande partie sa jambe droite. Récupéré par un canot, on lui pose un garrot et il est transporté au Monmouth Memorial Hospital de Long Branch où il décède d'une hémorragie à 17h30, sur la table d'opération, avant même l'anesthésie.
Trente minutes après l'attaque contre Fisher, à un kilomètre en aval de la crique, au niveau du dock de Keyport, des enfants se baignent, ignorant le drame qui s'est déroulé. Lorsqu'ils l'apprennent, ils sortent de l'eau. Le plus jeune d'entre eux Joseph Dunn, 14 ans, est attaqué alors qu'il est sur l'échelle du dock. Des jeunes tentent de l'arracher aux mâchoires du requin qui a attrapé sa jambe droite. Ils y parviennent et Joseph Dunn survivra à ses blessures même s'il fallut l'amputer au niveau de la cuisse.
Lors des jours qui suivent, des filets en acier sont installés autour de la crique pour capturer le requin. Les habitants organisent des patrouilles sur bateaux qui tentent de chasser le requin avec des fusils et en lançant dans l'eau des bâtons de dynamite. Mais ces tentatives ne rencontrent aucun succès. Le 14 juillet 1916, le corps de Lester Stilwell est retrouvé à 46 mètres du lieu de l'attaque.

## Identification du requin

### Le requin "vagabond"

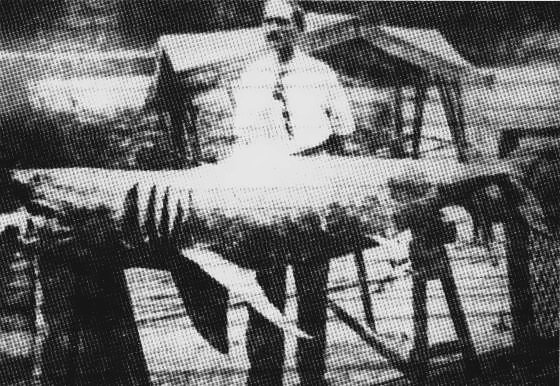
Michael Schleisser et le grand requin blanc capturé à Raritan Bay supposé être l'auteur des attaques, photographie publiée dans le Bronx Home News

Les événements tragiques du New Jersey furent le prétexte à l'une des plus intensives chasses destinées à capturer le responsable des carnages. Néanmoins, même après la seconde attaque, de nombreux experts comme le docteur Frederic Augustus Lucas, directeur du National Museum of Natural History restaient sceptiques quant à la capacité pour un requin d'infliger les blessures observées sur Charles Bruder. John Treadwell Nichols, ichtyologue envoyé par le National Museum of Natural History à Matawan, était même persuadé que l'attaque était le fait d'une orque avant que les témoignages le contraignent à pencher pour un requin. Néanmoins, il estimera que ces attaques furent réalisées par un requin aux mœurs différents de ses congénères, ce que Sir Victor Coppleson nommera en 1933 sous le terme de Rogue Shark (littéralement "requin vagabond"). Cette théorie propose l'idée d'un requin qui ayant goûté à l'homme, décide de continuer ses attaques envers lui, à l'image des tigres mangeurs d'homme. Cette théorie explique la fréquence des attaques mais suppose la présence d'un seul même requin.
Le 14 juillet 1916, un taxidermiste de Harlem, Michael Schleisser capture au large de South Amboy, à six kilomètres de Raritan Bay, un requin de 2,30 m et de 147 kg identifié comme étant une jeune femelle grand requin blanc, dans lequel on retrouve des restes humains. Après cette capture, les attaques cessent et l'animal est alors identifié par les ichtyologues John Treadwell Nichols et Robert Murphy comme l'auteur des attaques du New Jersey. Néanmoins, de nombreuses personnes resteront sceptiques quant aux considérations de Nichols et Murphy.
Diverses théories apparaîtront dans les années qui suivent pour tenter d'expliquer les évènements du New Jersey. Un certain Barrell Smith enverra même une lettre au New York Times, prétendant que l'auteur de l'attaque contre Charles Bruder pourrait être une tortue de mer ! Une autre lettre émettra l'hypothèse de requins devenus habitués à la chair humaine pendant la Première guerre mondiale, dévorant les gens tombés à l'eau à la suite de combats maritimes. Ces théories étaient souvent liés au fait que peu de personnes à l'époque croyaient qu'un requin était capable d'attaquer et de mutiler un être humain de sang froid.

### Controverses sur l'auteur des attaques

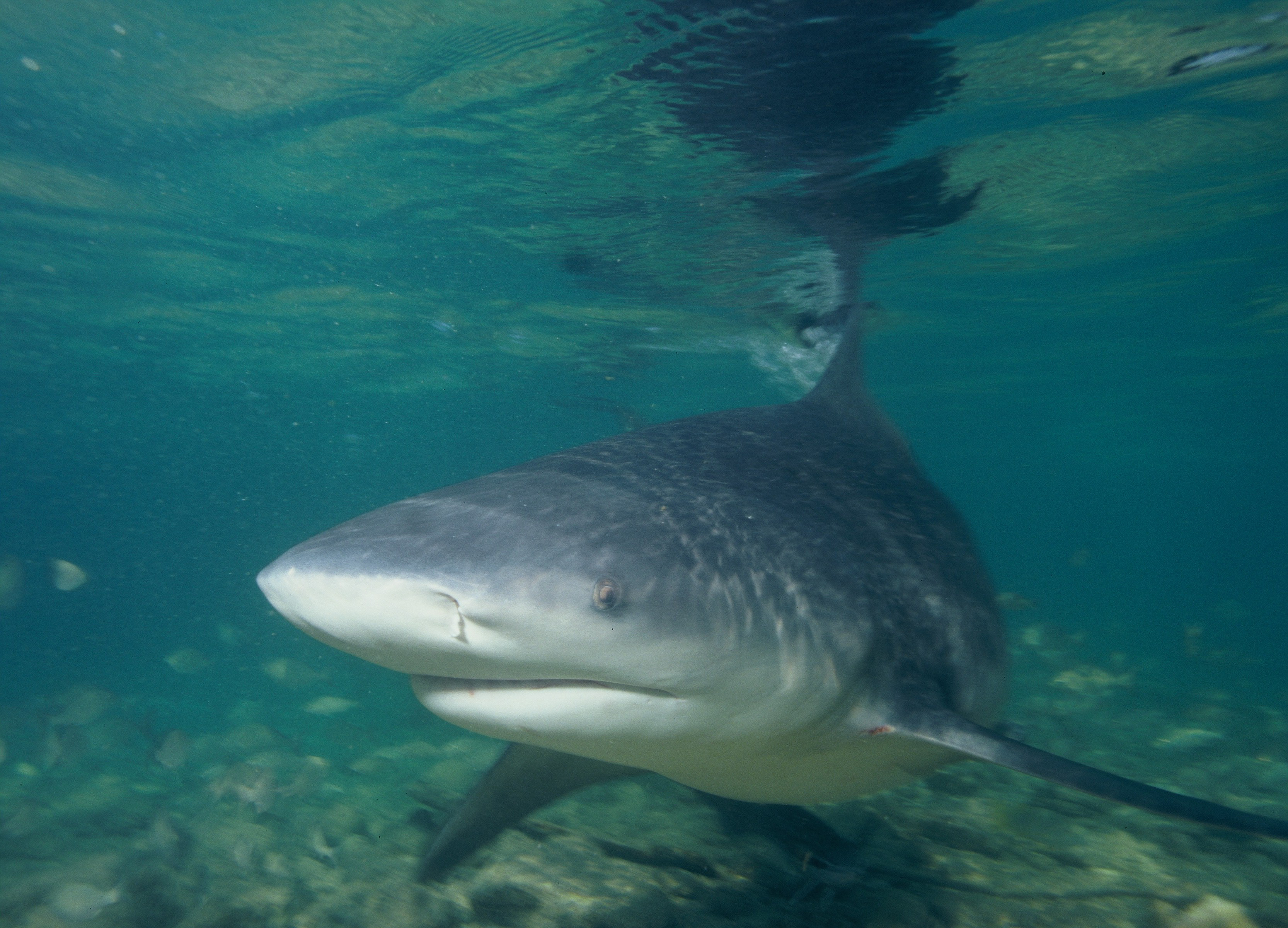
Requin bouledogue (Bahamas)

En 2002, le National Geographic Society remit en cause la conclusion selon laquelle le grand requin blanc pêché par Michael Schleisser fut l'auteur des attaques du New Jersey, notamment celles de Matawan. Les attaques opérées à 16 km de l'océan dans une rivière ne peuvent être véritablement imputées au grand requin blanc car celui-ci est une espèce océanique, incapable de vivre très longtemps dans l'eau douce et tiède des rivières. Le coupable des attaques de Matawan serait plutôt le requin bouledogue, connu pour ses attaques répétées envers l'homme et pour ses capacités à vivre aussi bien dans l'eau salée que dans l'eau douce (on en trouve même dans le lac Nicaragua). Le requin bouledogue est l'un des requins le plus souvent impliqués dans les attaques contre l'homme, et souvent le principal responsable des attaques qui se déroulent dans les fleuves. En outre, il est présent le long des côtes du New Jersey. Cette suspicion n'est pas nouvelle puisqu'elle avait déjà émise par Richard Ellis dans son livre Book of Sharks en 1976.
La thèse du requin "vagabond" est aussi remise en question. Certains, comme Richard Fernicola, estiment que les attaques du New Jersey ont pu impliquer plusieurs requins : ils arguent du fait que, cette année-là, de nombreux requins ont été repérés près des côtes. Il parle même d'une « année à requins ». Richard Ellis, dans son livre Book of Sharks, estime que la thèse du requin "vagabond" est surtout le fruit du sensationnalisme et qu'il est possible que plusieurs requins aient été la cause des événements. Il pointe plusieurs détails qui soutiennent la thèse de la présence de plusieurs requins : la distance relativement importante (plus de 110 kilomètres entre Beach Haven et Matawan) entre les lieux d'attaques, le fait que les deux premières attaques ont été opérées dans l'océan et que les trois autres ont été opérées dans une rivière, le fait que les blessures infligées sur trois des victimes semblent indiquer au moins trois requins de taille différente. Richard Ellis émet l'hypothèse que trois espèces de requin peuvent être impliquées dans les attaques du New Jersey: le grand requin blanc, le requin bouledogue et dans une moindre mesure, le requin tigre.

## Impact aux États-Unis

### La panique de 1916

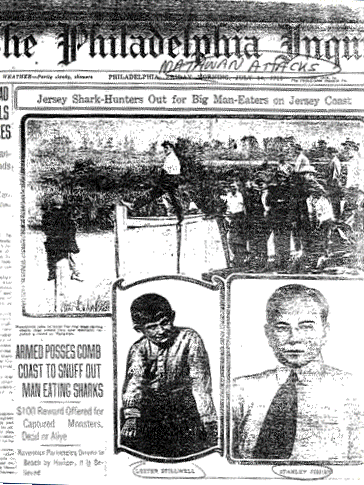
Le Philadelphia Inquirer publie sa première page relatant les attaques à Matawan avec les photos de Stanley Fisher (en bas à droite) et Lester Stillwell

Les attaques du New Jersey vont bénéficier d'une couverture médiatique sans précédent aux États-Unis et créer peu à peu une panique liée à la peur des requins. C'est surtout après la seconde attaque, contre Charles Bruder que le phénomène médiatique se déclenche. La plupart des grands journaux américains comme le Boston Herald, le Chicago Sun-Times, le Philadelphia Inquirer, le Washington Post ou le San Francisco Chronicle relayent l'information en première page. La panique s'installe et le taux de baignade baisse de 75 % dans certains endroits. Dans le New Jersey, la baisse de fréquentation touristique due à la panique engendre une perte de 250 000 $ (soit 5 000 000 $ en 2011).
De nombreuses mesures vont être prises pour capturer le requin et protéger les baigneurs. La Chambre des représentants des États-Unis votera même un budget de 5 000 $ (100 000 $ en 2011) pour éradiquer la crise du requin. Le président Woodrow Wilson organisera même une réunion spéciale pour discuter des attaques de requin. Des primes vont être distribuées pour chasser le requin. Certains n'hésiteront pas à recourir à la dynamite pour le chasser! La chasse au requin de 1916 est souvent considéré comme la « plus grande chasse à l'animal de l'histoire » .

### La méconnaissance des requins
Après les attaques de Matawan, Frederic Augustus Lucas admettra, dans un article du New York Times, la méconnaissance de la communauté scientifique sur les requins. En 1891, un millionnaire Hermann Oelrichs avait offert une récompense de 500 $ à celui qui serait capable de prouver le cas d'une personne attaquée par un requin dans les eaux tempérées. Cette récompense n'avait jamais été réclamée, ce qui avait conforté les scientifiques dans le fait qu'il n'y avait pas de requins dangereux pour l'homme sur la côte est.
L'une des raisons pour lesquelles la première attaque ne connut qu'une faible couverture médiatique est en partie dû au fait que peu de gens pensaient vraiment que Vansant eût été attaqué par un requin. Ce qui a engendré des hypothèses comme celle de la tortue de mer (voir plus haut) ou de l'orque. John Treadwell Nichols réfutera dans un premier temps, les conclusions du rapport du Docteur William G. Schlauffer mettant clairement le requin comme responsable des blessures de Bruder. Preuve de la méconnaissance des gens à l'époque au sujet des requins, la seconde victime, Charles Bruder, s'était souvent vantée d'avoir déjà nagé à plusieurs reprises à côté de grands requins lorsqu'il était en Californie.
À la suite des événements, John Treadwell Nichols et Robert Murphy vont véritablement s'intéresser aux grands requins blancs. Nichols publiera même un livre sur cet animal : Fishes of the vicinity of New York City (1918). De manière générale, la communauté scientifique va commencer à s'intéresser aux requins.

### Impact culturel
Les attaques du New Jersey ont été l'objet de plusieurs livres ou études. Parmi ceux-ci, on peut citer In Search of the Jersey Man-Eater (1987), Twelve Days of Terror (2001) de Richard Fernicola ou Close To the Shore (2004) de Michael Capuzzo. Parmi les reportages et les films, il y a ceux faits par Discovery Channel: Shark Attack 1916 (2001) Twelve Days of Terror (2004), Shark Week (2008) et par National Geographic Channel, Attacks of The Mystery Shark (2008). Il faut aussi citer la fiction Shore Thing (2008).
Néanmoins, c'est surtout dans le livre Les Dents de la mer de Peter Benchley, et dans son adaptation filmée par Steven Spielberg qui vont surtout se faire sentir l'impact culturel. Le livre et le film vont beaucoup s'inspirer des attaques de 1916.